# Pontcharra-sur-Turdine
Pontcharra-sur-Turdine es una comuna francesa situada en el departamento de Ródano, de la región de Auvernia-Ródano-Alpes.

## Demografía
| 1200 | 1281 | 1353 | 1442 | 1760 | 1604 | 1796 | 1825 | 1749 | 1725 | 1789 | 1534 | 1406 | 1256 | 1345 | 1355 | 1244 | 1265 | 1344 | 1407 | 1501 | 1746 | 1833 | 2086 | 2136 | 2 464 | 2 501 | 2 661 |
| Para los censos de 1962 a 1999 la población legal corresponde a la población sin duplicidades (Fuente: INSEE [Consultar]) |      |      |      |      |      |      |      |      |      |      |      |      |      |      |      |      |      |      |      |      |      |      |      |      |       |       |       |